# Guty
Guty (deutsch Gutty) ist ein Ortsteil der Stadt Třinec in Tschechien. Er liegt sechs Kilometer südwestlich des Stadtzentrums von Třinec und gehört zum Okres Frýdek-Místek.

## Geographie
Guty befindet sich am Fuße der Mährisch-Schlesischen Beskiden im Quellgebiet des Gutský potok. Südöstlich erhebt sich der Podgrúň (709 m), im Süden der Gutský vrch (741 m) und Javorový (1031 m) und westlich der Godula.
Nachbarorte sind Zápolí, Vrchy und Nebory im Norden, Kanada, Záhůří und Závist im Nordosten, Paseky, Rovné, Rovňa und Oldřichovice im Osten, Bystrý und Tyra im Südosten, Řeka im Südwesten, Kopanice und Pržno im Westen sowie Smilovice und Střítež im Nordwesten.

## Geschichte

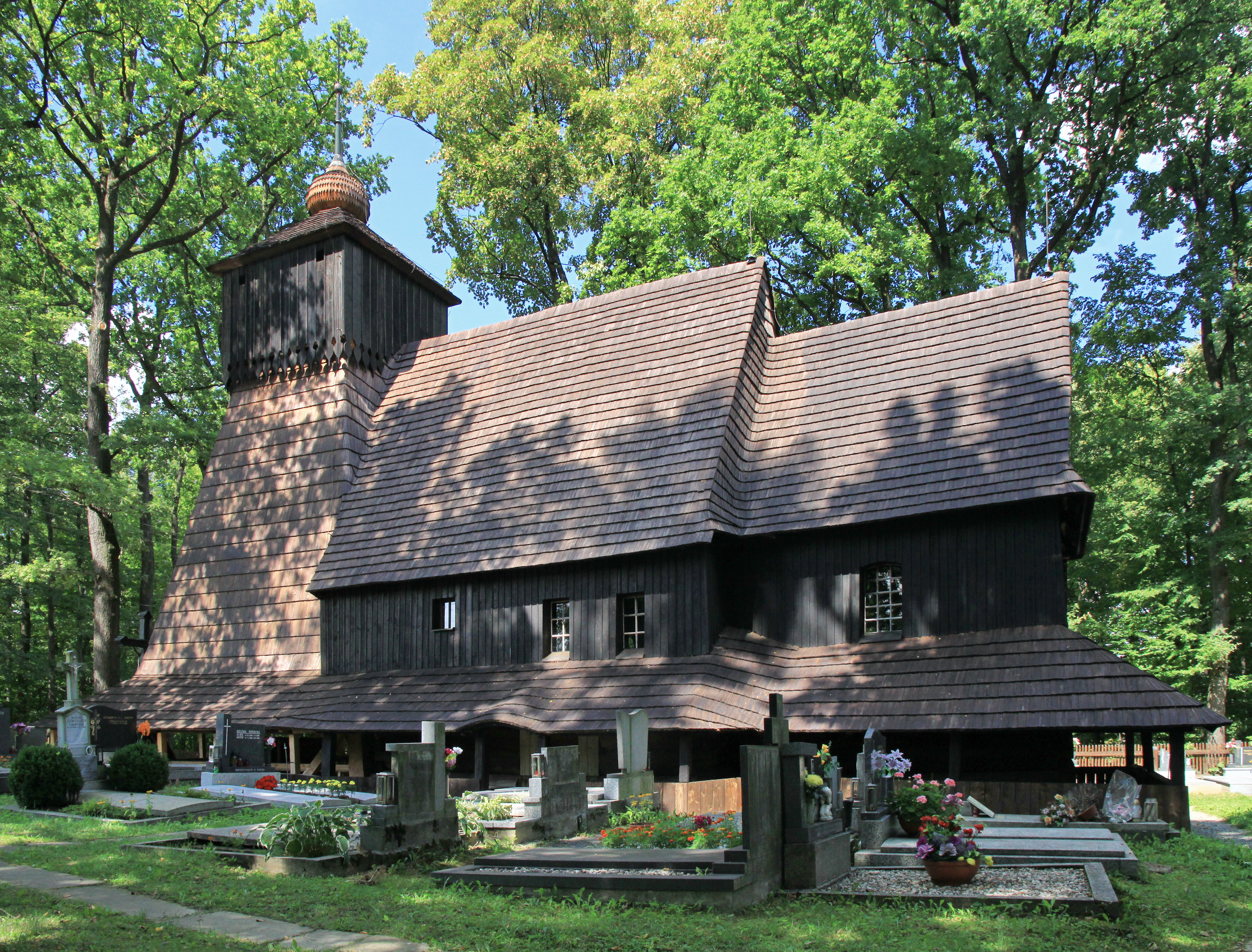
Katholische Holzkirche in Guty

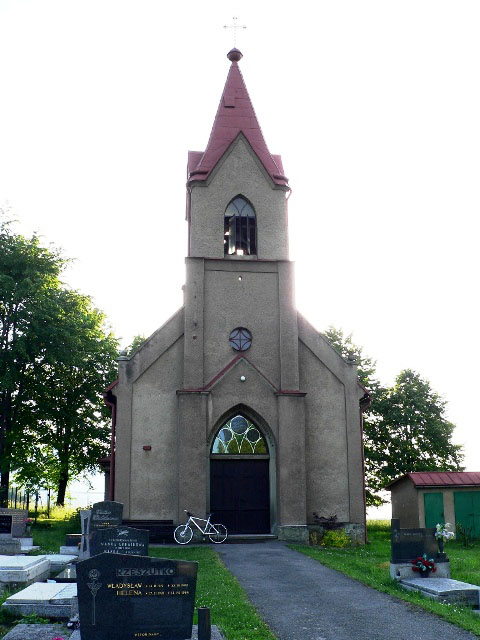
Evangelische Kapelle in Guty

Die erste schriftliche Erwähnung von Gutha erfolgte um 1305 im Liber fundationis episcopatus Vratislaviensis (Zehntregister des Bistums Breslau). Die Herkunft des Namens ist unklar aber vielleicht abgeleitet vom Namen Gut, z. B. 1307 erwähnt Domino Johanne dicto Guth.
1563 entstand die protestantische Kirche. Nach dem Dreißigjährigen Krieg erfolgte 1654 die Rekatholisierung des Dorfes. Die Bewohner des Ortes lebten von der Landwirtschaft, an den Hängen des Gutský vrch entstanden mehrere Salaschenwirtschaften, die Schaf- und Ziegenzucht betrieben. im Jahre 1791 eröffnete die erste Schule im Dorf. Besitzer des Ortes waren verschiedene Adelsgeschlechter und letztlich die Teschener Kammer. Nach dem Josephenischen Toleranzpatent wurde Guty wieder mehrheitlich evangelisch. Guty bestand im Jahre 1804 aus 87 Häusern und hatte 574 Einwohner. Ab 1843 begann der Abbau von Eisenerz, welches an die nahegelegenen Trzynietzer Eisenwerke geliefert wurde.
Nach der Aufhebung der Patrimonialherrschaften bildete Gutty ab 1850 eine Gemeinde im Bezirk Teschen. Nach der Gründung der Tschechoslowakei gehörte der Ort im Olsagebiet zu den Streitgegenständen im Polnisch-Tschechoslowakischen Grenzkrieg. Ab 1920 war Guty Teil des Bezirkes Český Těšín. Im Jahre 1930 hatte Guty 812 Einwohner, davon waren 603 Polen. Nach dem Münchner Abkommen kam das Dorf 1938 zu Polen und nach der Eroberung durch das Deutsche Reich gehörte das Gutty von 1939 bis 1945 zum Landkreis Teschen. Nach dem Ende des Zweiten Weltkrieges kam der Ort zur Tschechoslowakei zurück. Nach der Auflösung des Okres Český Těšín kam der Ort mit Beginn des Jahres 1961 zum Okres Frýdek-Místek. 1980 erfolgte die Eingemeindung nach Třinec. Bis 1994 wurde das Dorf offiziell als Stadtteil Třinec XIII-Guty geführt. 1991 hatte der Ort 690 Einwohner. Im Jahre 2001 bestand das Dorf aus 205 Häusern, in denen 695 Menschen lebten.

## Sehenswürdigkeiten
- Fronleichnamskirche, älteste Schrotholzkirche der Region, erbaut 1563, niedergebrannt 2017.[5]
- Evangelische Kapelle